# Tangopdræt
Tangopdræt er den praksis at kultivere og høste spiseligt tang. I sin simpleste form er det håndtering af naturligt forekommende tangansamlinger. I sin mere avancerede form består det i at kontrollere algernes livscyklus fuldstændigt.
Blandt de oftest opdrættede tangarter ved akvakultur i Japan, Kina og Korea er Gelidium, Pterocladia, Porphyra og Laminaria.  Tangopdræt er ofte blevet udviklet som et fordelagtigt alternativ for at forbedre fattige bønders økonomiske situation og reducere overfiskeri. Tang høstes verden over som en fødevarekilde såvel som en eksporthandelsvare til produktion af eksempelvis agar og karragenan.